# Canton de Bellinzone
1798–1803
Entités précédentes :
- Bailliage de Bellinzone
- Bailliage de Blenio
- Bailliage de Leventine
- Bailliage de la Riviera

Entités suivantes :
- Canton du Tessin

Le canton de Bellinzone (en italien : cantone Bellinzona) est un ancien canton de la République helvétique, situé sur une partie de l'actuel canton du Tessin. Créé en 1798, il a été dissous en 1803.

## Création
Le canton de Bellinzone fut créé par l'article 18 de la Constitution de la République helvétique du 12 mars 1798, aux termes duquel : « Les Ligues-Grises sont invitées à devenir partie intégrante de la Suisse ; & si elles répondent favorablement à cette invitation, les cantons seront provisoirement au nombre de vingt-deux ; savoir : [...] De Bellinzona, comprenant les quatre bailliages italiens supérieurs ; savoir : le val Lepontin, Bollenz, Riviera & Bellinzona ; chef-lieu, Bellinzona [...] »[réf. souhaitée].

## Territoire
Le territoire du canton de Bellinzone réunissait :
- Le bailliage de la Léventine, correspondant à l'actuel district de Léventine
- Les trois « bailliages ultramontains » (en italien : Baliaggi Ultramontani ; en allemand : Ennetbergische Vogteien) suivants, propriété d'Uri, de Schwytz et de Nidwald :
  - Le bailliage de Blenio (en italien : Baliaggi di Blenio ; en allemand Vogtei Bollenz), correspondant à l'actuel district de Blenio
  - Le bailliage de la Riviera (en italien : Baliaggi di Riviera ; en allemand : Vogtei Reffier), correspondant à l'actuel district de Riviera
  - Le bailliage de Bellinzone (en italien : Baliaggi di Bellinzona ; en allemand Vogtei Bellinzona), correspondant à l'actuel district de Bellinzone[1].

## Liste des préfets nationaux
- 9 juin 1798 - octobre 1801 : Giuseppe Antonio Rusconi
- Octobre 1801 - 1803 : Giacomo Antonio Sacchi[1]

## Suppression
Le canton de Bellinzone fut supprimé par l'Acte de médiation du 19 février 1803. Son territoire fut réuni à celui du canton de Lugano pour former le canton du Tessin.